# TAT (compagnie aérienne)
Pour les articles homonymes, voir TAT.
La compagnie aérienne des Régions
TAT pour Touraine Air Transport (code IATA : IJ, code OACI : TAT) était une compagnie aérienne française qui a opéré de 1968 à 1997, première compagnie aérienne régionale indépendante d'Europe. Son siège se situait sur l'Aéroport de Tours Val de Loire. Elle crée avec La Poste, la messagerie Chronopost, rachetait des compagnies aériennes de 3ème niveau comme Rousseau Aviation ou Air Alpes, puis des sociétés de mainteance d'aéronefs comme Sabena Technics et EADS puis fût rachetée par British Airways qui la fusionne avec Air Liberté.
La compagnie TAT n'existe plus mais la holding TAT Group existe toujours, elle appartient toujours à la famille Marchais et tourne autour de la maintenance aéronautique avec Sabena Technics et de l'immobiliers de bureaux en locations principalement sur Tours avec TAT Services.

## Histoire
TAT a été fondée à Tours en 1968 par Michel Marchais, alors président de la Jeune chambre économique d'Indre-et-Loire, sous le nom de Touraine Air Transport. C'est à la demande du Préfet de l'époque, d'étudier la possibilité d'acquérir un avion civil pour permettre aux professionnels et chefs d'entreprises de se déplacer rapidement que naissait l'idée de créer la compagnie TAT. Le projet se concrétise le 3 juillet 1968 en proposant un avion-taxi de type bimoteur Aéro-Commander au départ de l'aéroport de Tours Saint-Symphorien.
Le succès était au rendez-vous car près de 1 800 personnes avaient été transportées cette année-là, ce qui faisait naitre la liaison Tours-Lyon l'année suivante.
Elle est rapidement devenue un des acteurs majeurs du transport régional en Europe. D'abord en occupant le marché des liaisons régionales assurées par de petits appareils (elle achetait son premier avion de ligne à double turbopropulseur Beech 99 Airliner en juin 1971), ensuite en procédant aux rachats, dès 1973 de multiples petites compagnies locales concurrentes ou complémentaires comme Rousseau Aviation (compagnie et atelier de maintenance aéronefs de Dinard), Air Alpes, Air Alsace, Air Rouergue, Air Paris, Air Poitou-Charentes et Taxi Avia France,.
En 1976, le groupe TAT crée le réseau de messagerie Express combiné Air-Route : TAT Express qui plus tard sera utilisé pour créer une autre société d'express, dans les années 80 en s'appelant Société Française de Messagerie Internationale (SFMI). Elle crée également le 1er mars 1976, TAT Escales, un prestataire de services (assistances enregistrement, passagers, personnels, castering, nettoyages des avions…) à la compagnie ou à des compagnies tierces.
En 1975/1976, TAT comptait 35 aéronefs et desservait 33 villes françaises. Elle était une des rares compagnies à assurer les liaisons à l'étranger pour le compte d'Air France via sa filiale TAT Export (code IATA : IO, code OACI : TAT).
En 1978, la compagnie employait 446 personnes et, à la suite de sa ligne historique Tours – Lyon, elle a fini par tisser sa toile sur l'ensemble du territoire et commençait à ouvrir des lignes internationales au départ des aéroports de province. L'aéroport de Lyon devient de fait son hub. Pour asseoir cette nouvelle dimension, elle se rebaptise alors « Transport Aérien Transrégional ».
Parallèlement, elle développe sur la plateforme de Dinard Pleurtuit Saint-Malo l'activité de maintenance aéronautique qu'elle assurait au départ pour ses propres besoins et se renforce dans la messagerie en créant avec la Poste la société « Chronopost », née de la fusion avec SFMI. En 1988, TAT décidait de créer une filiale spécialisée dans l'acheminement du fret express international, la Société pour le développement du fret express international (SODEXI), détenue à 80 % par Air France (pour le transport international), TAT à 20 % (pour le transport national) et SOFIPOST (Société de holding de la Poste) à 20 %.
L'avènement du TGV dans les années 1980 et le développement du transport aérien international au profit des grandes compagnies commencent à lui poser quelques soucis et elle s'adosse à Air France : la compagnie nationale lui donne accès à ses systèmes de distribution et, en échange, TAT assure un nombre important de ses vols intérieurs sous franchise Air France. Néanmoins, la compagnie tourangelle continue de développer son réseau, notamment à l'international, pour son propre compte.
L'ouverture à la concurrence du ciel européen à la fin des années 1980 ouvre une période mouvementée dans le ciel français.
L'arrivée de nouveaux acteurs a lieu soit sur les créneaux potentiellement les plus rentables (Air Liberté, AOM et Minerve s'attaquent de front à Air France et Air Inter, qui finissent par se concurrencer elles-mêmes) soit sur les quelques marchés locaux encore à défricher (Air Littoral crée un réseau méditerranéen). Les positions des compagnies « historiques » sont naturellement affaiblies et on assiste à une recomposition du secteur.
En France, cela débute par la création d'un pôle aérien majeur autour d'Air France qui fusionne avec Air Inter et UTA (l'Union de transports aériens), formant alors un réseau global cohérent et solide.
En 1991, La Poste (40 %), Air France (40 %) et TAT (20 %) s'associaient pour faire renaître l´Aéropostale, compagnie de transport aérien pour le courrier et les passagers, en France et à l´internationale. La flotte est composée de 15 Fokker F 27 et 167 Boeing 737. Paris Charles de Gaulle et Lyon–Satolas étaient les deux aéroports pivots,.
Courtisée par British Airways qui souhaite profiter de cette recomposition pour s'implanter en France, TAT lui ouvre son capital en 1993 et devient alors « TAT European Airlines » et multiplie les liaisons vers Londres afin d'alimenter les longs courriers de BA et répondre à la demande de plus en plus forte des Britanniques pour le marché touristique français.
British Airways continue ses emplettes et profite de la mise en redressement judiciaire d'Air Liberté en 1997 pour racheter cette dernière et la lier avec TAT (participation 49,9 % le 4 janvier 1993) qui a cédé la totalité de son capital à la compagnie britannique en avril 1997. Les deux compagnies, dont le siège reste à Tours et qui, dans un premier temps resteront capitalistiquement indépendantes (Air Liberté loue le fonds de commerce de TAT) partageront quelque temps la nouvelle appellation « TAT - Air Liberté ».
C'était en 1997 que Michel Marchais confiait les rênes de l'entreprise à son fils Rodolphe Marchais qui se recentrait sur le marché moins concurrentiel de la maintenance d'aéronefs sous le nom de TAT Industries, puis en 1998 par la création de TAT Leasing pour la location d'avions neufs ou de 2ème main, puis en 2002 en créant TAT Services qui proposait des bureaux à la locations sur Tours.
Finalement, le nom simplifié « Air Liberté » s'imposera rapidement. Malheureusement, le pôle aérien français de British Airways bat rapidement de l'aile et BA cédera en 2000 l'ensemble à Swissair (associé à Taitbout Antilles), qui fort du récent rachat d'AOM et Minerve qu'elle avait fusionnées l'année précédente, rêve à son tour à la constitution de ce fameux second pôle aérien français.
La compagnie aérienne TAT disparaît donc dans ce nouvel ensemble et meurt définitivement dans la débâcle du groupe suisse à peine un an plus tard.

## Galeries

### Photographies

Panel des avions de la compagnie TAT (Touraine Air Transport et Transport Aérien Transrégional) avec différentes livrées
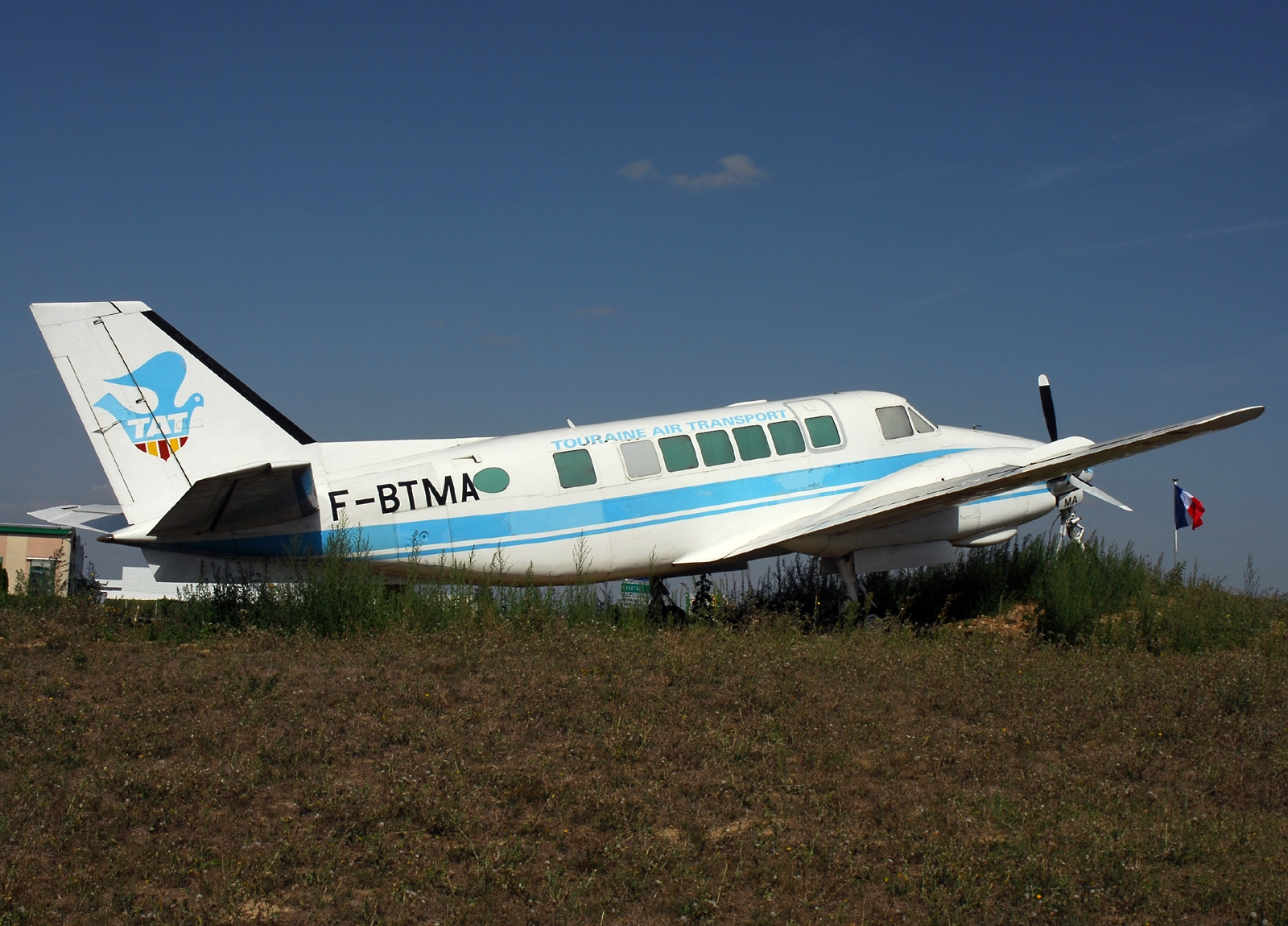
Beech 99 Airliner de la TAT utilisé en 1969
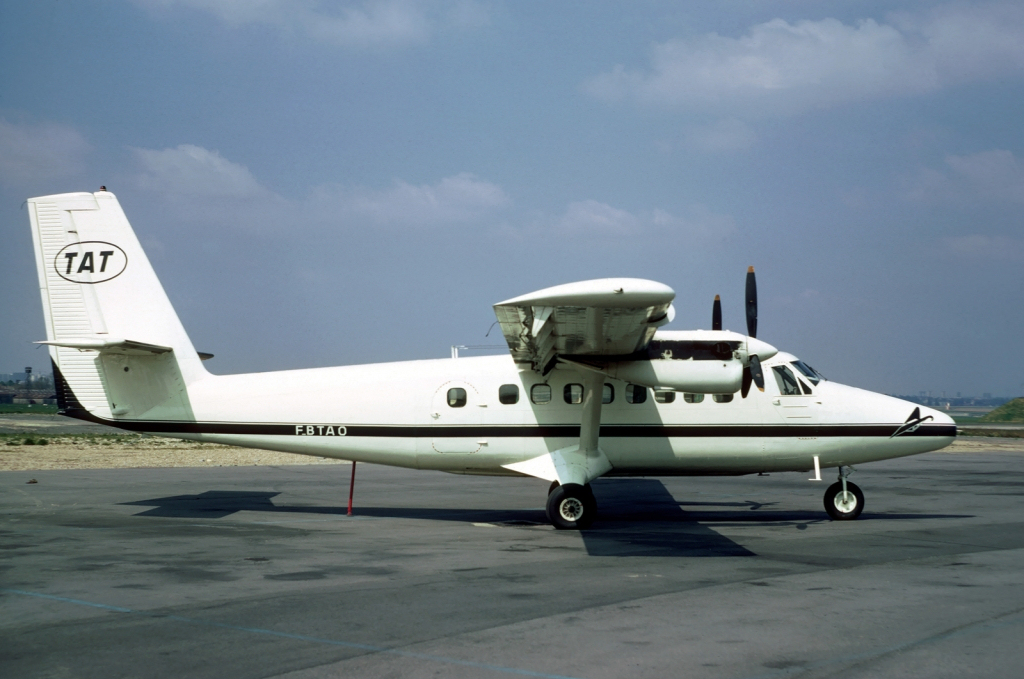
DHC-6 de la TAT en 1972
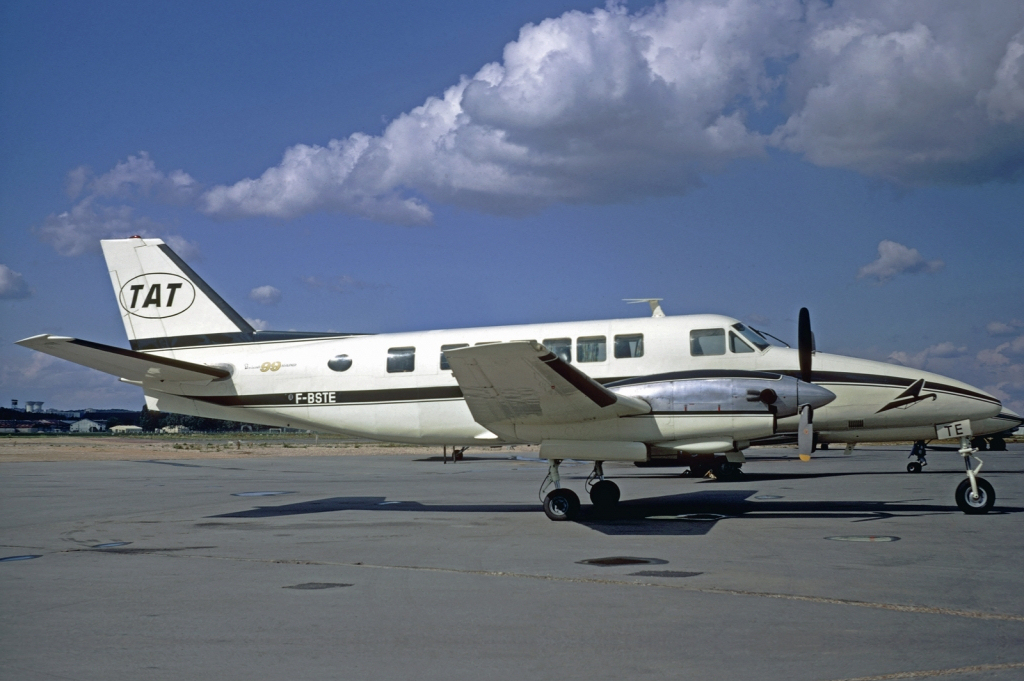
Beech 99 Airliner de la TAT en 1972
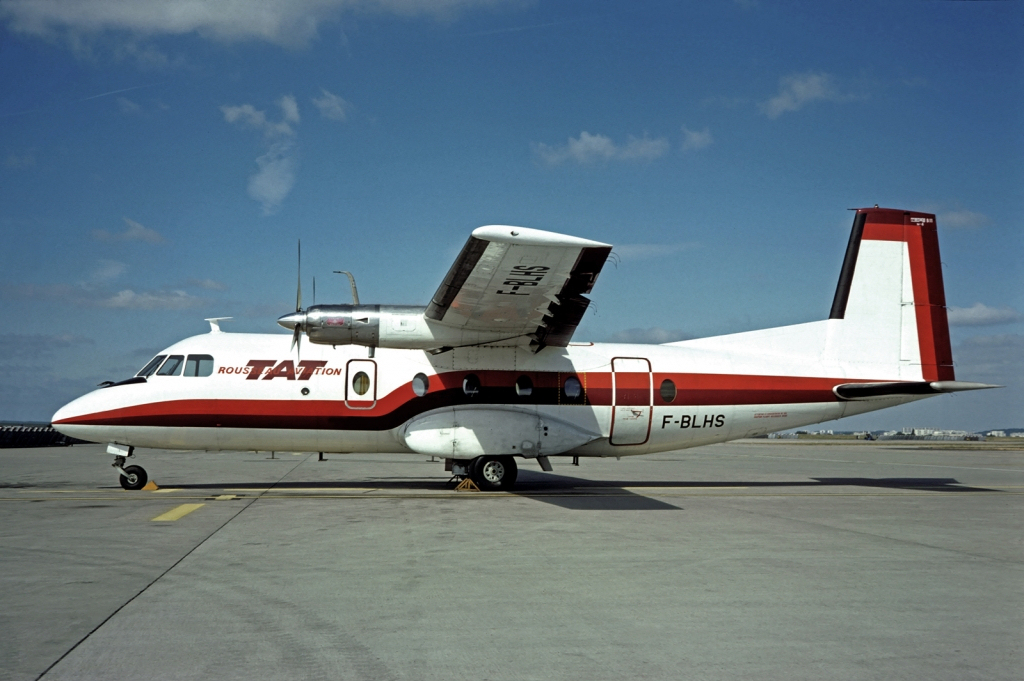
Nord 262 de la TAT/Rousseau Aviation en 1976
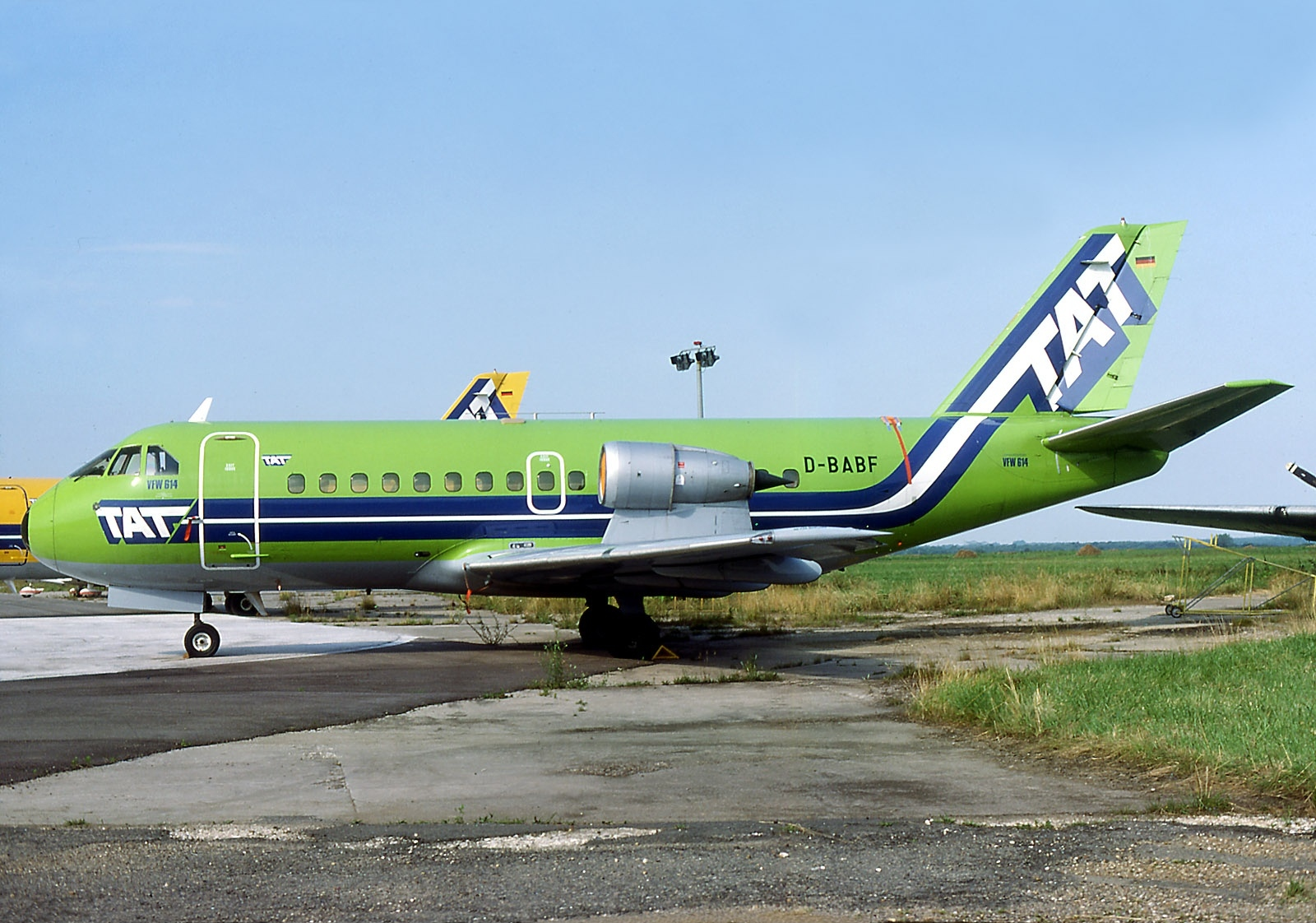
VFW-614 de TAT a l'aéroport de Tours en 1977
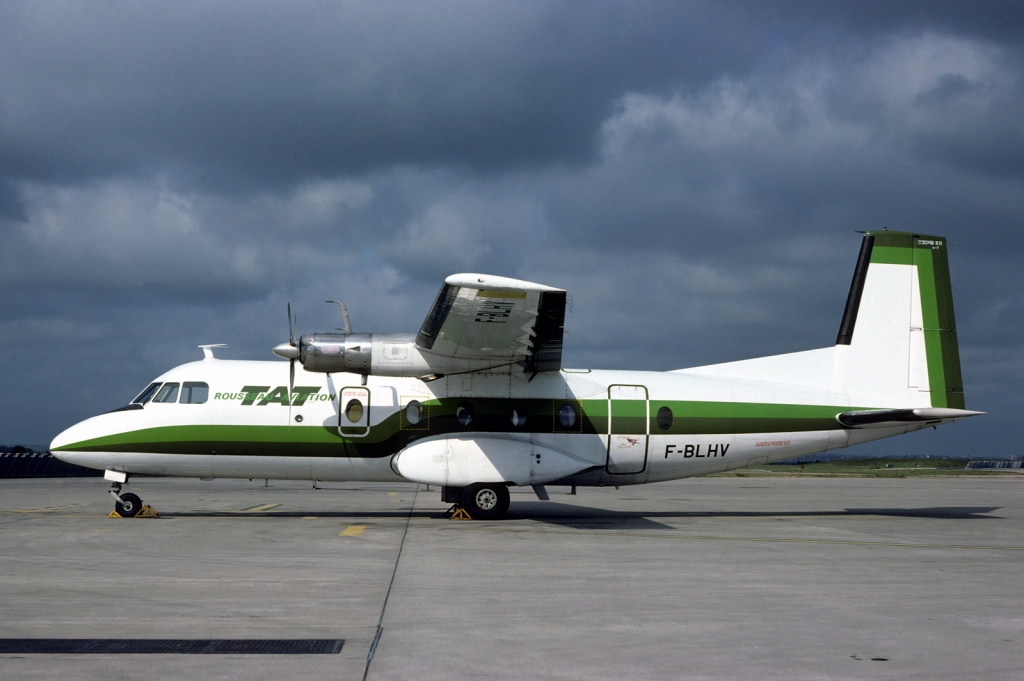
Nord 262 de TAT/Rousseau Aviation en livrée verte en 1976
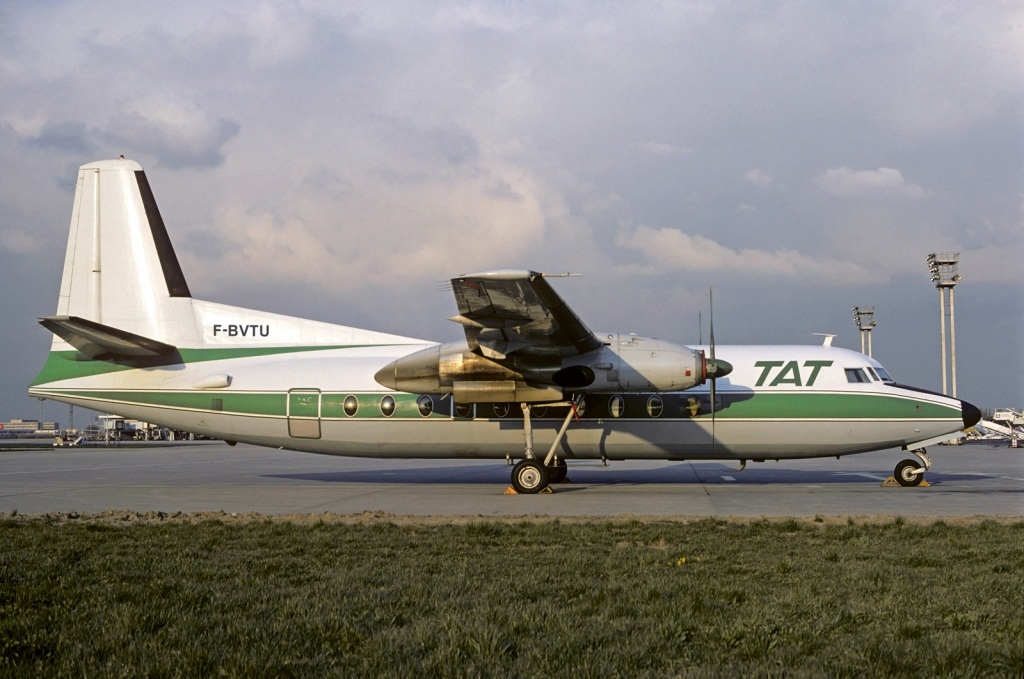
Fokker 27 de la TAT en 1977
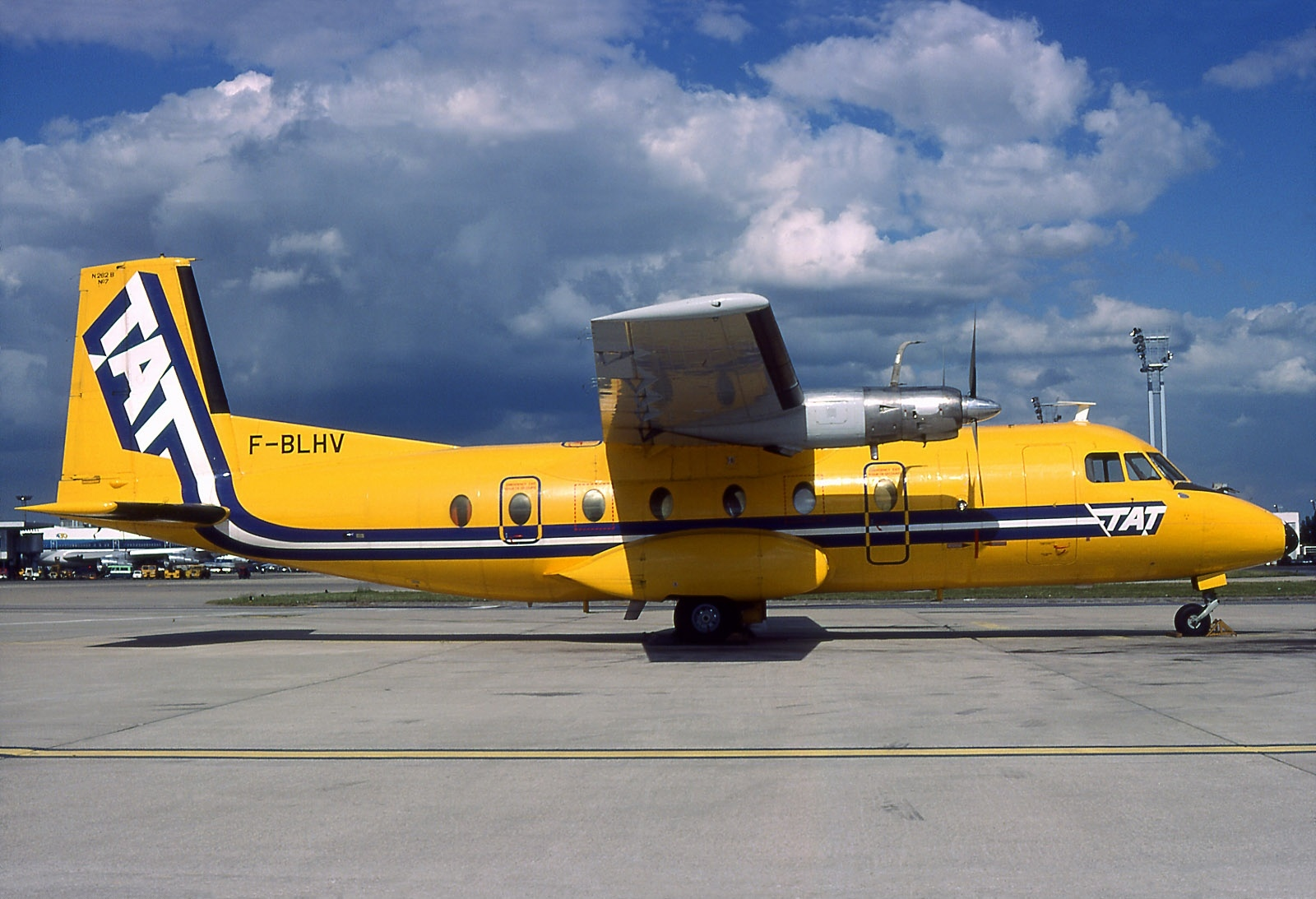
Nord 262 de la TAT en 1978 à Paris-Orly
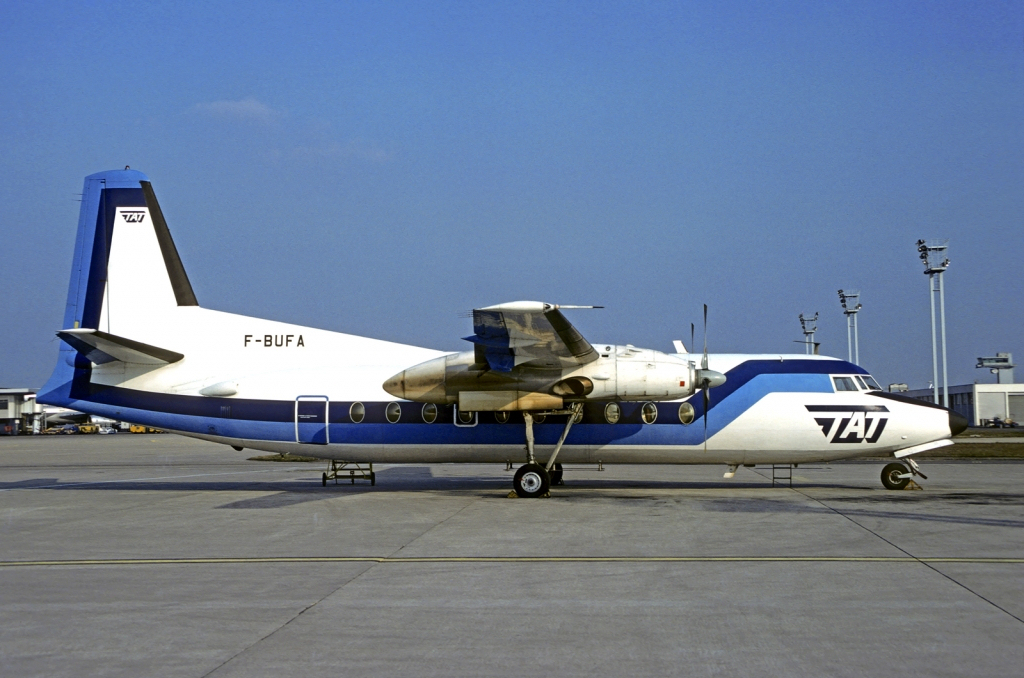
Fokker 27 de la TAT en 1978 en livrée bleue
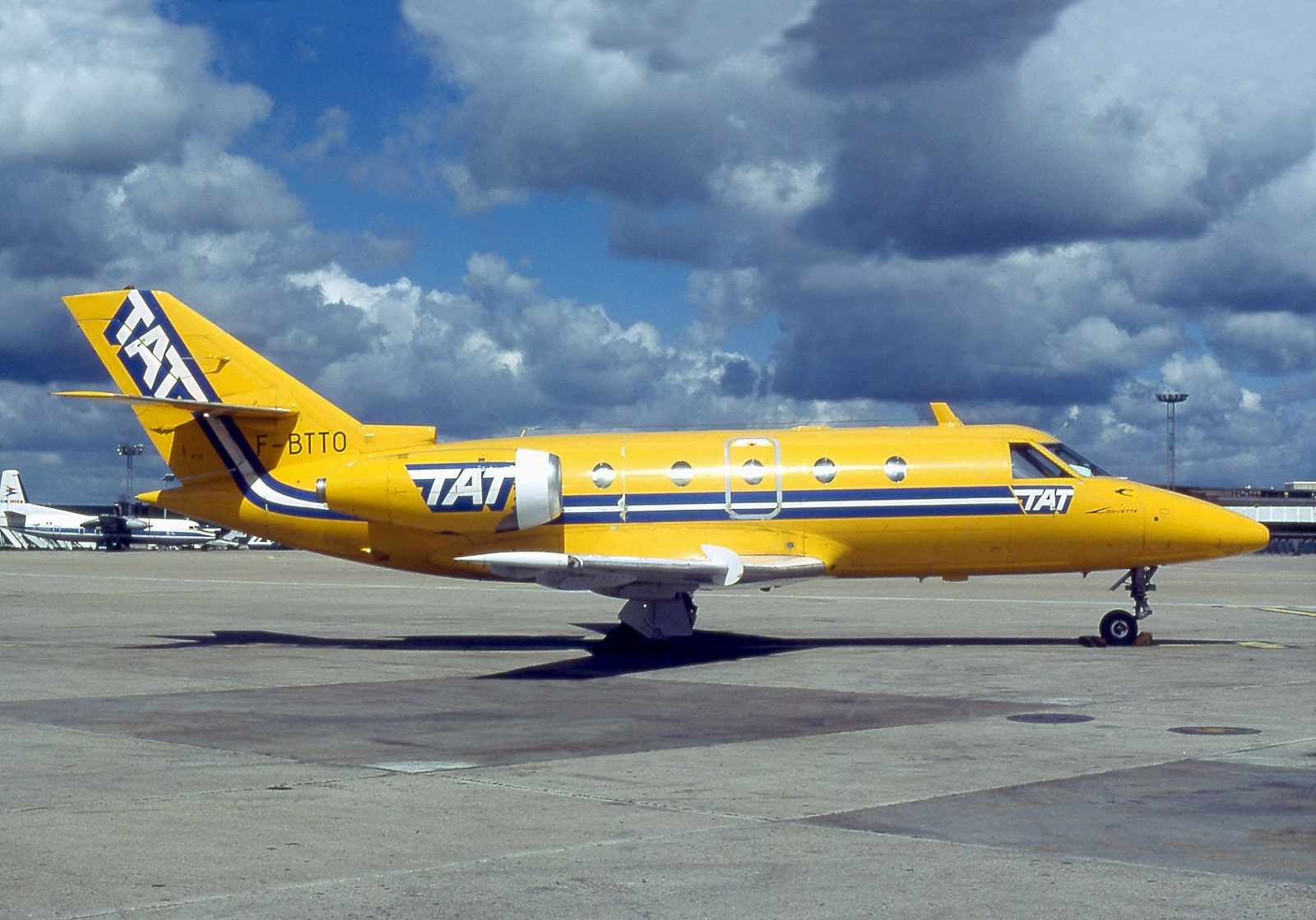
Corvette 100 de la TAT en 1978 à Paris-Orly
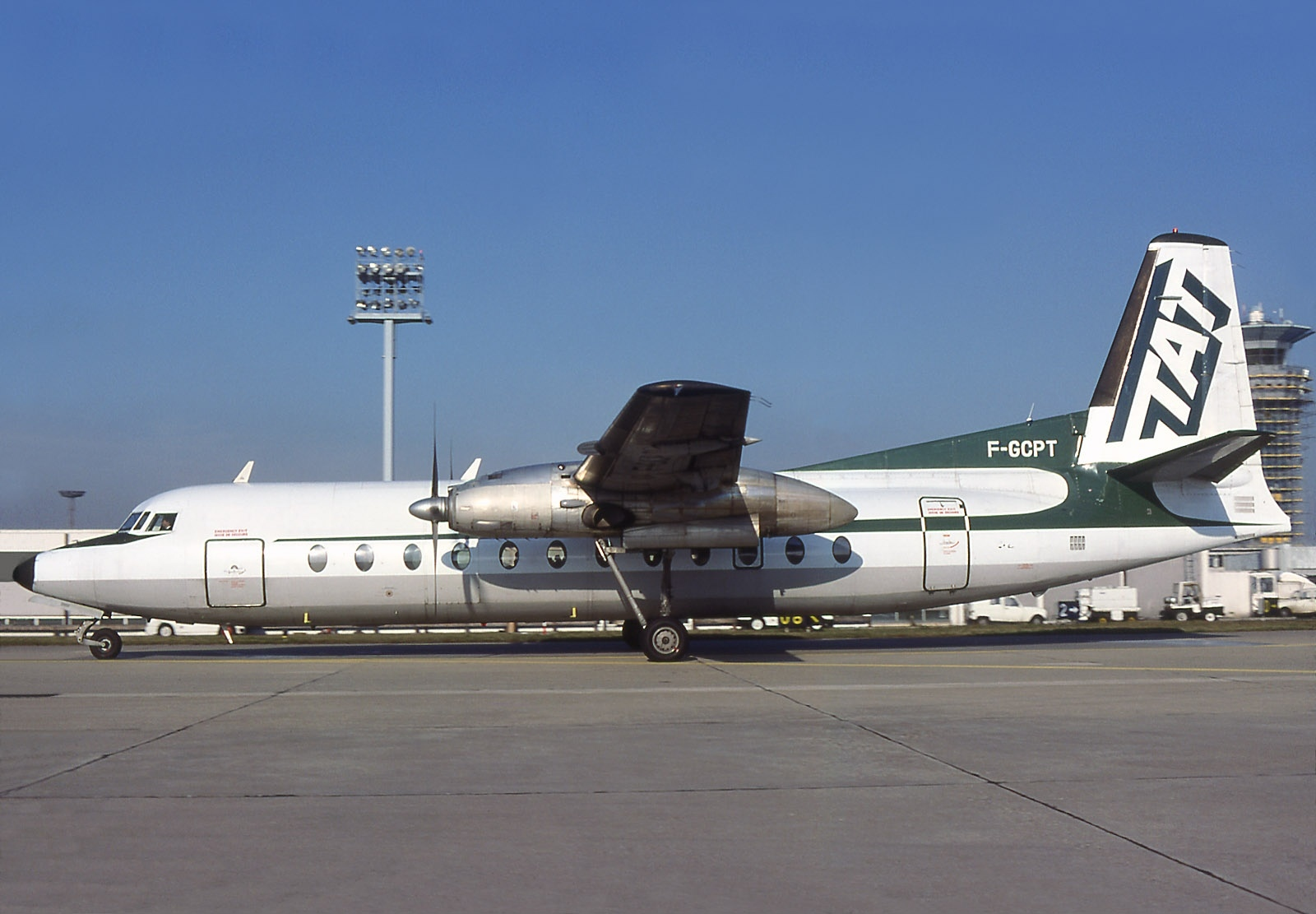
Fokker F227B de la TAT en 1980 à Paris-Orly
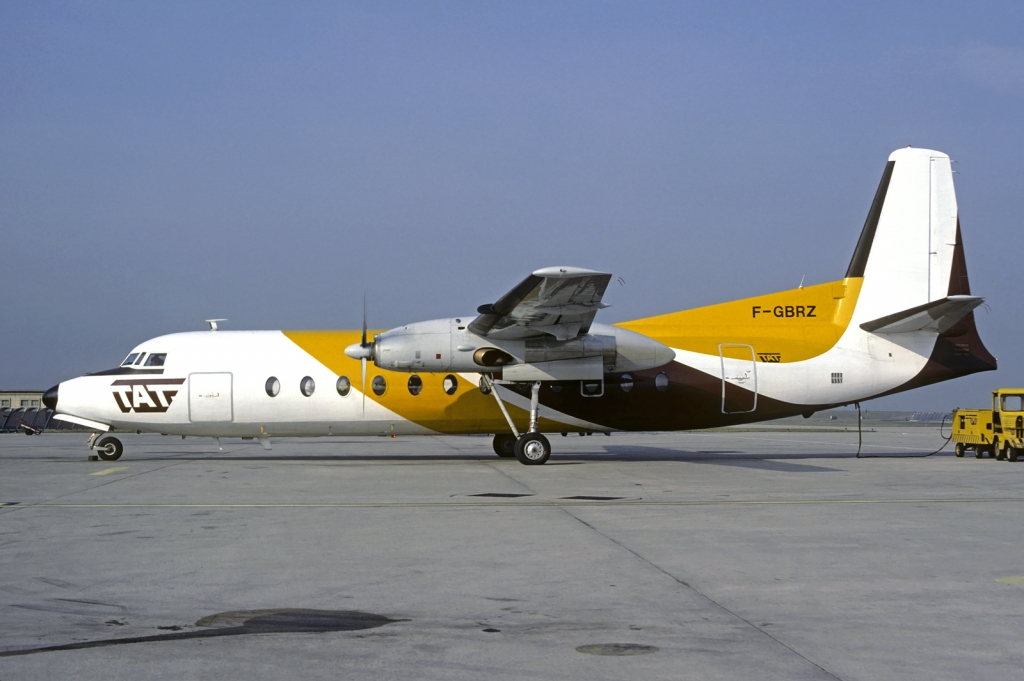
Fokker F227B de la TAT en 1981 aux couleurs d'Air Rouergue
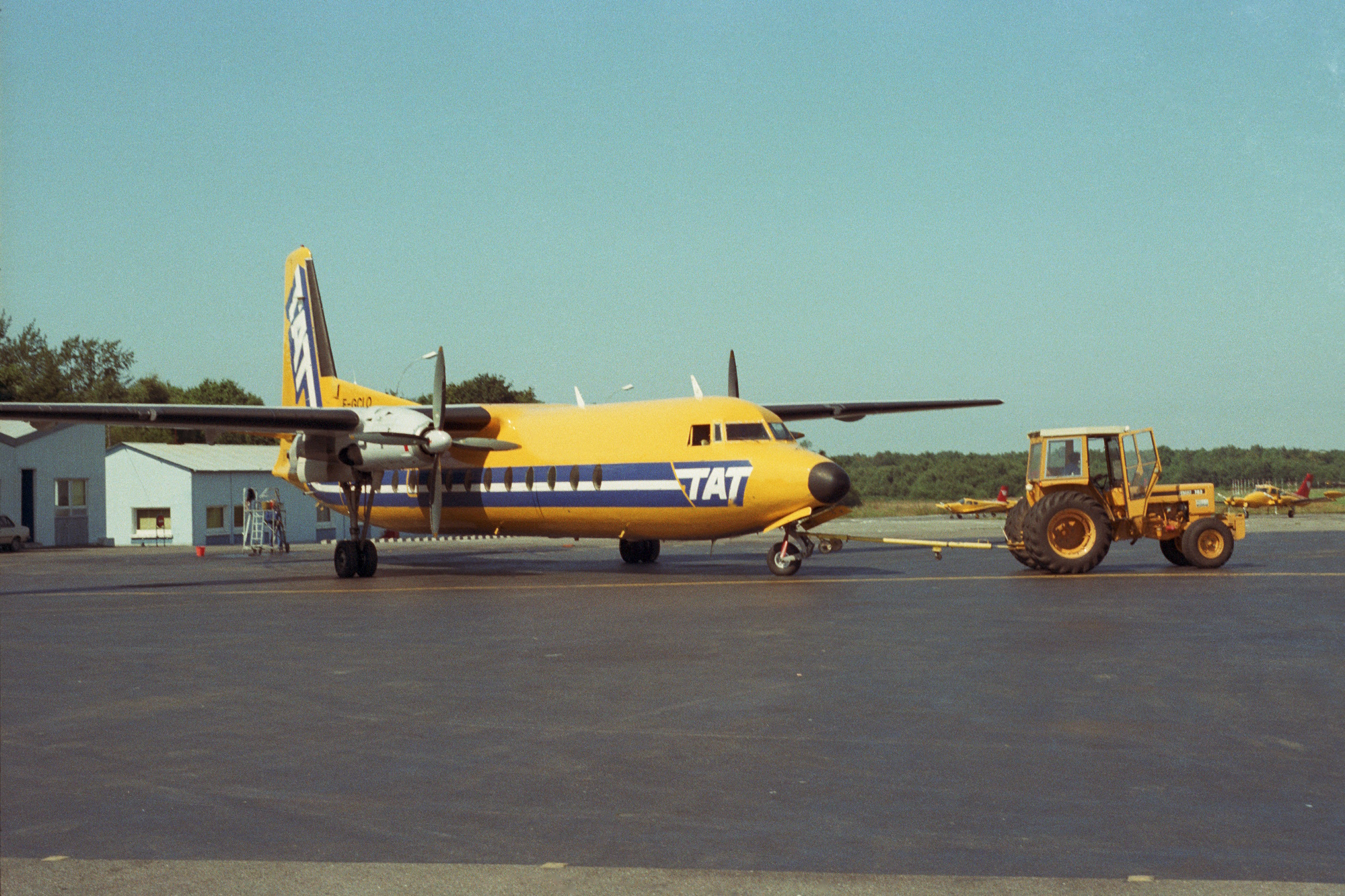
Fokker TAT en maintenance à Dinard en 1981
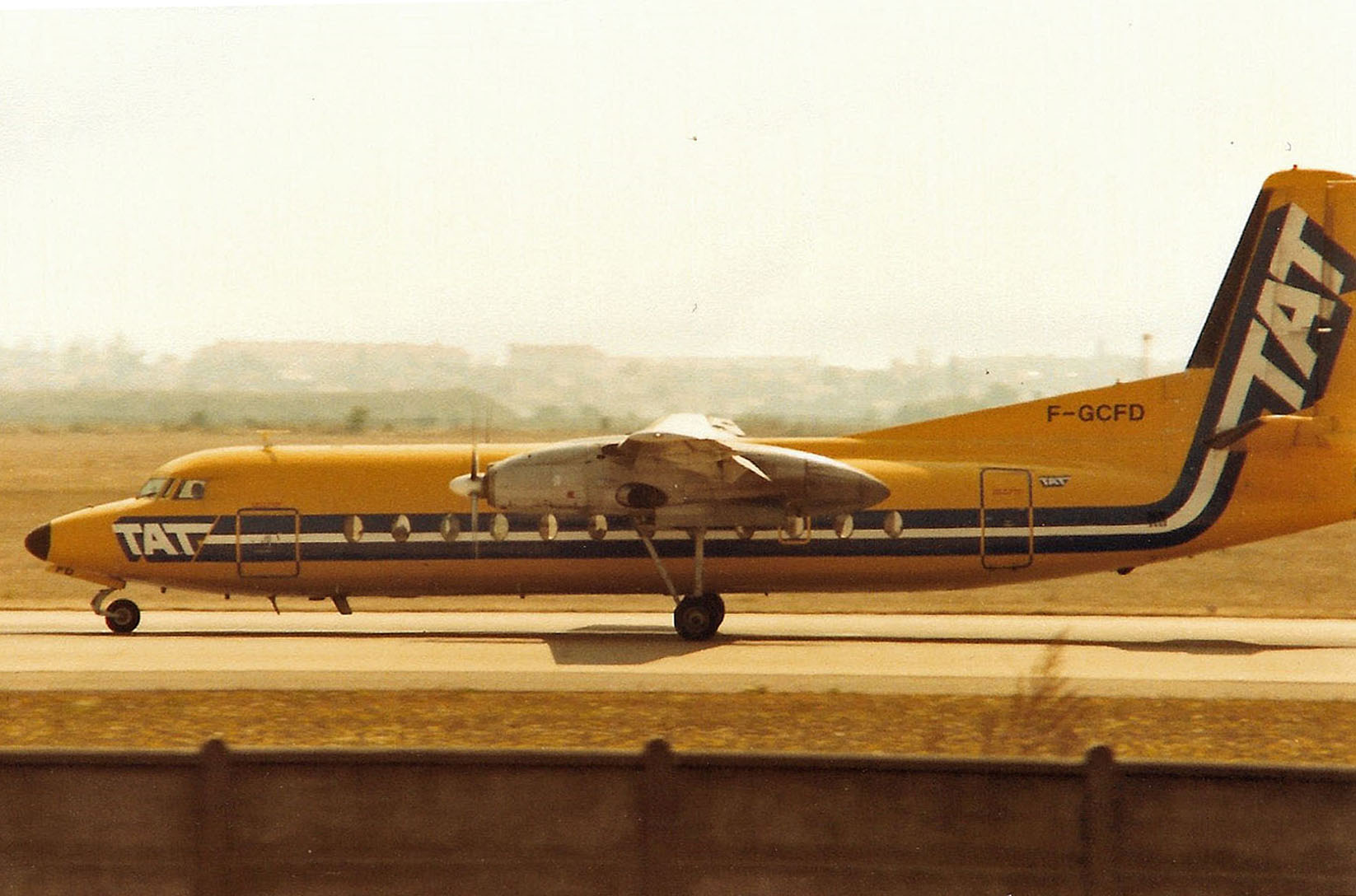
Fairchild FH-227B F-GCFD de TAT à Orly pour La Rochelle en 1981
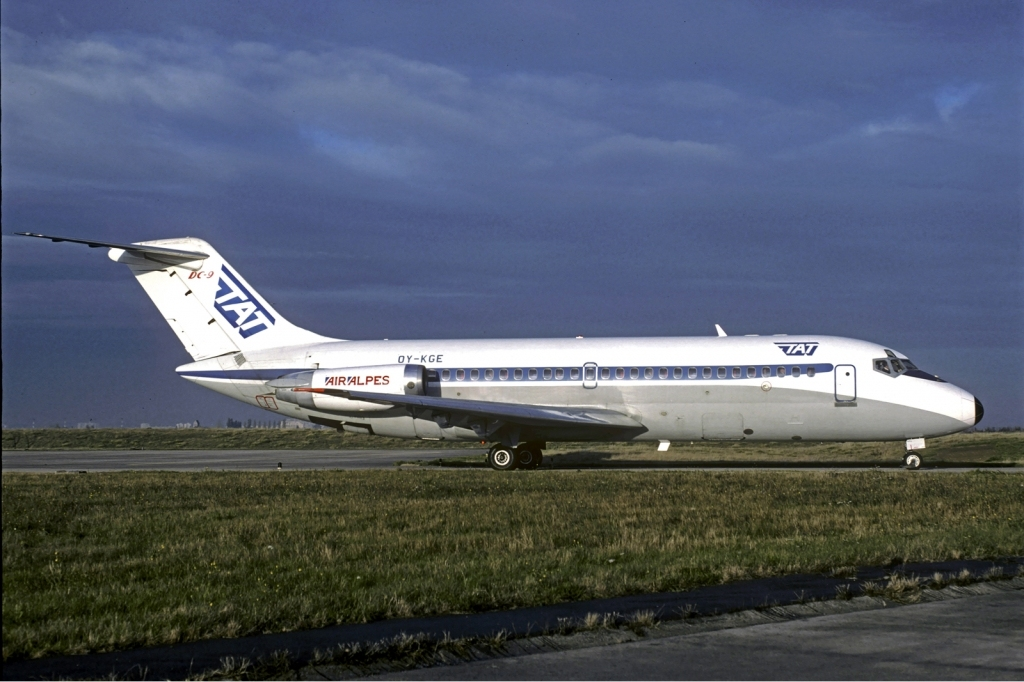
DC-9 de la TAT/Air Alpes en 1981
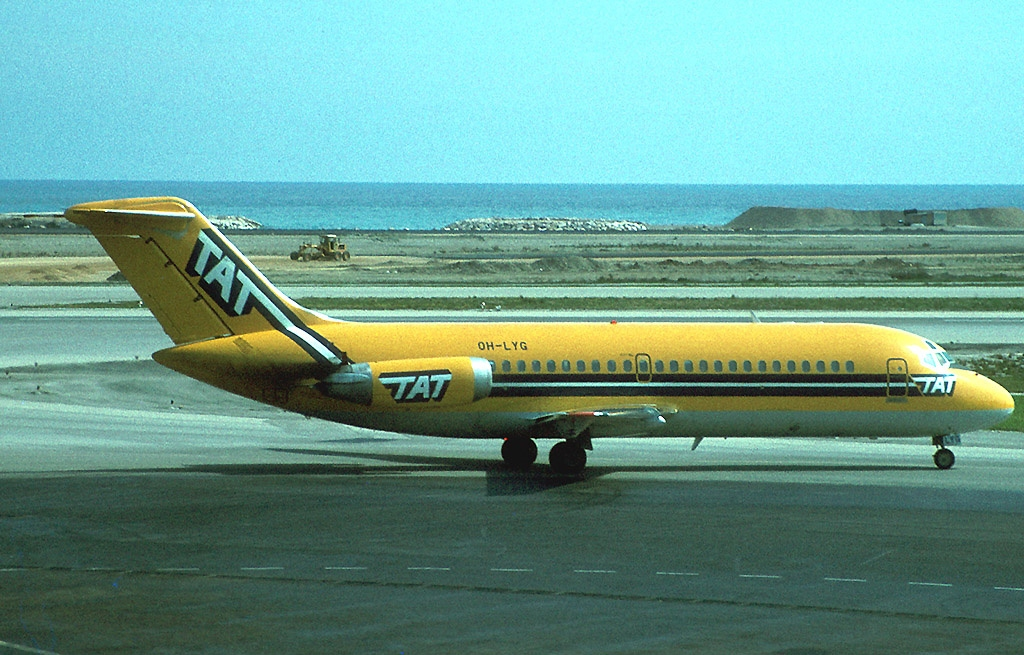
DC-9 de la TAT jaune et bleu en 1981 à Nice (Alpes-Maritimes)
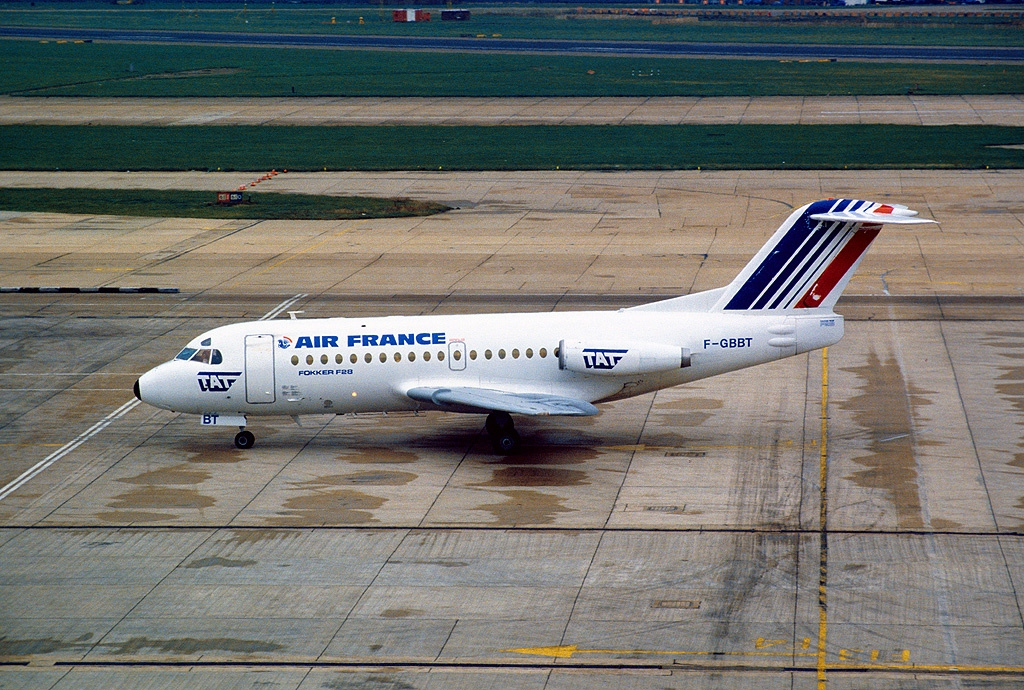
Fokker F28-1000 de TAT aux couleurs d'Air France à Londres en 1981
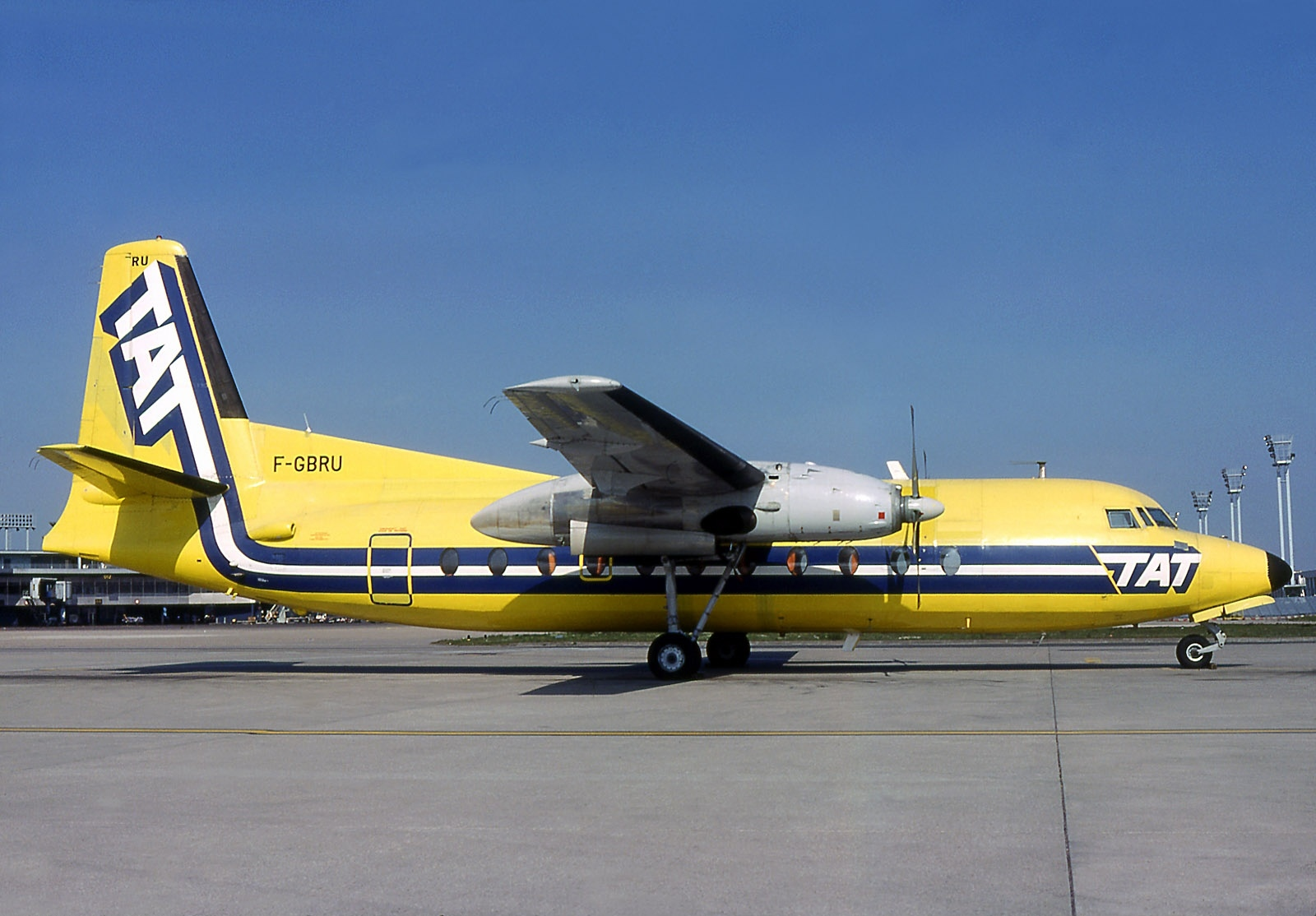
Fokker F27 de la TAT en 1982 à Paris-Orly
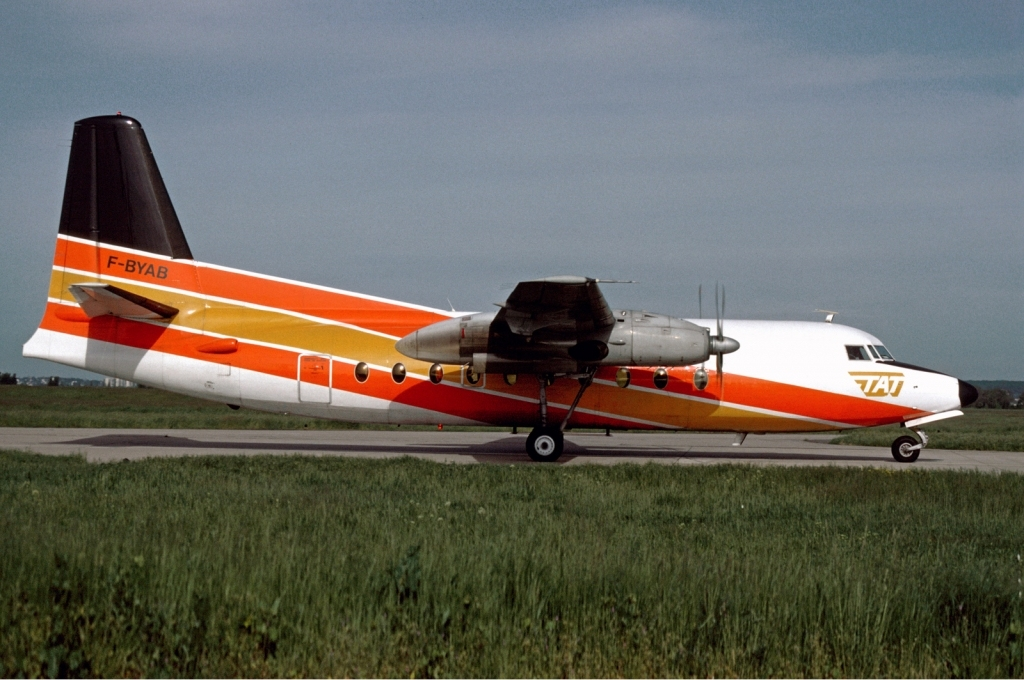
Fokker F27 de la TAT en 1983 aux couleurs d'Air Alsace
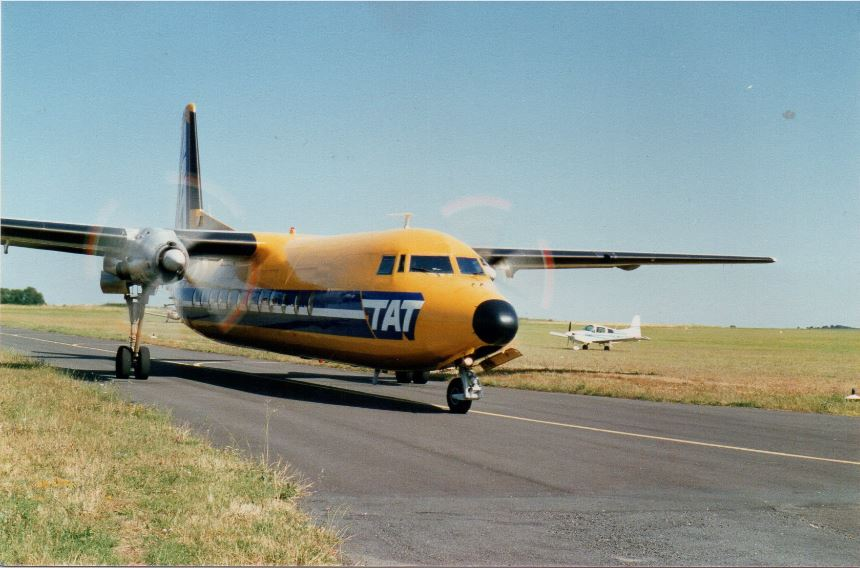
Fokker F27 de la TAT en 1988 à Royan-Médis (Charente-Maritime) sur la ligne saisonnière vers Paris
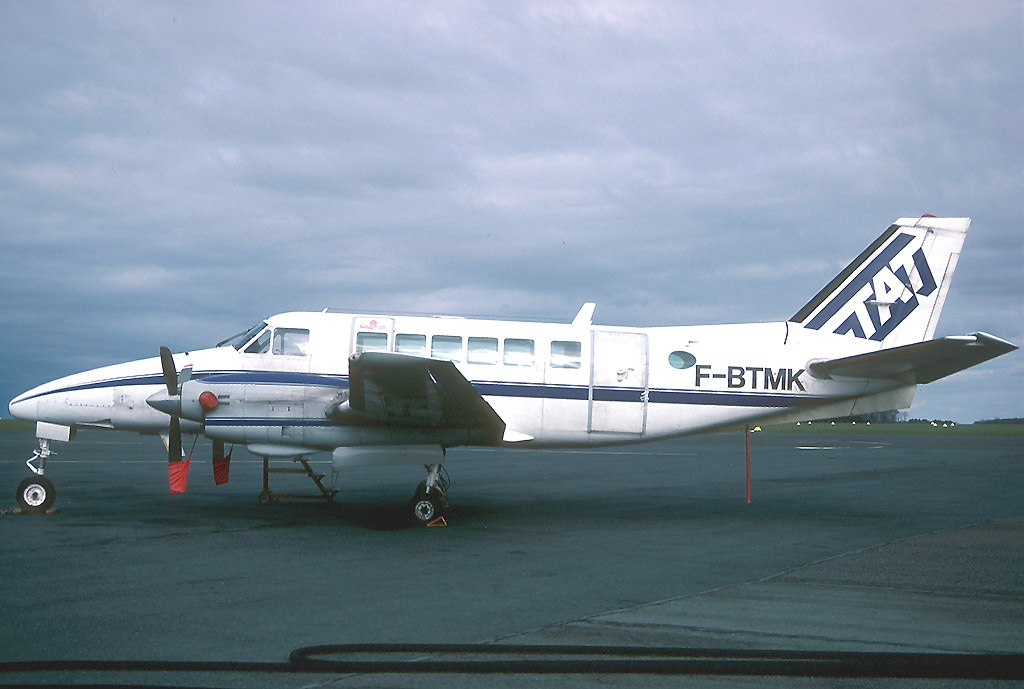
Beech 99 Airliner de la TAT en 1988 à La Rochelle
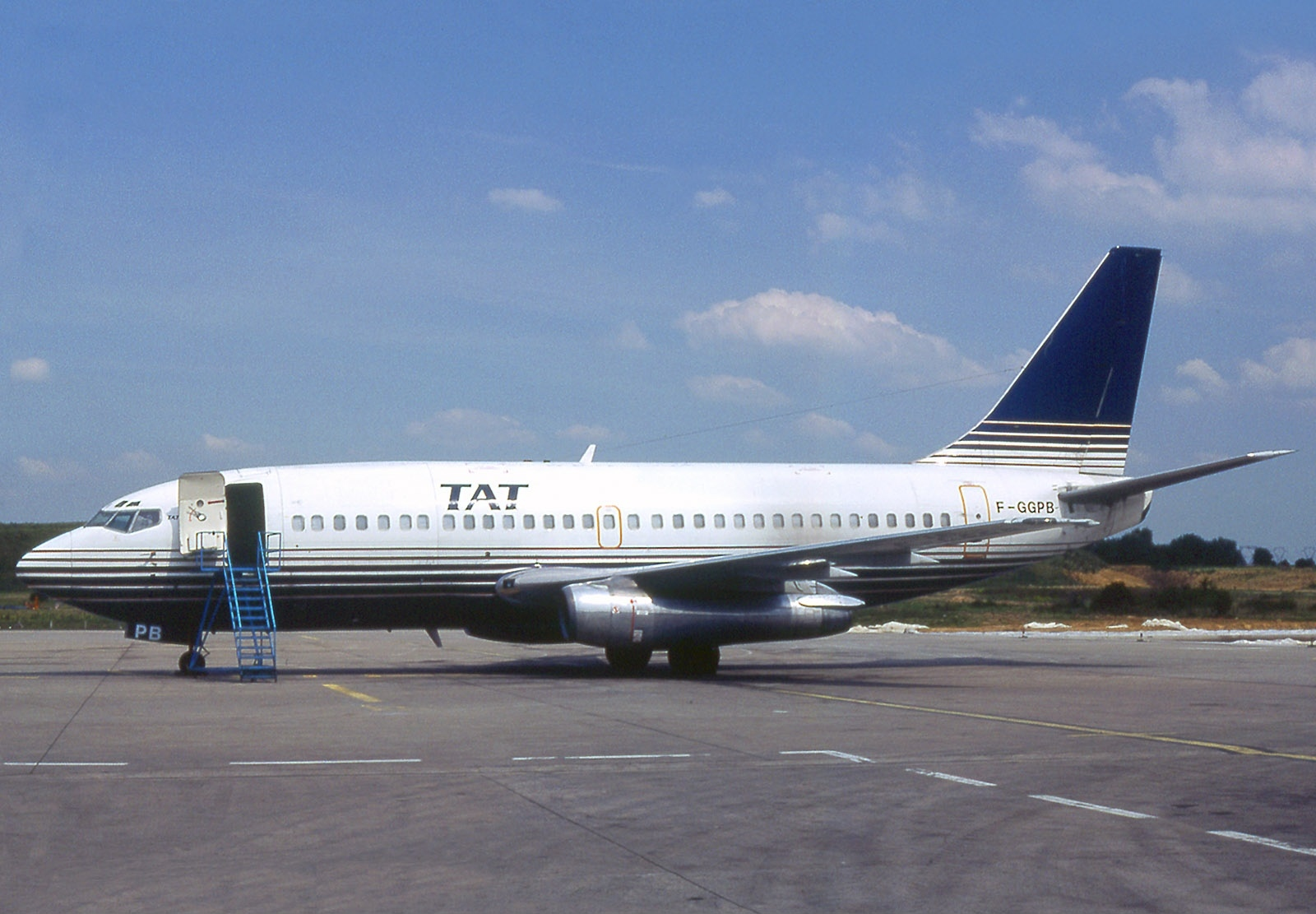
Boeing 737-200 TAT en 1990
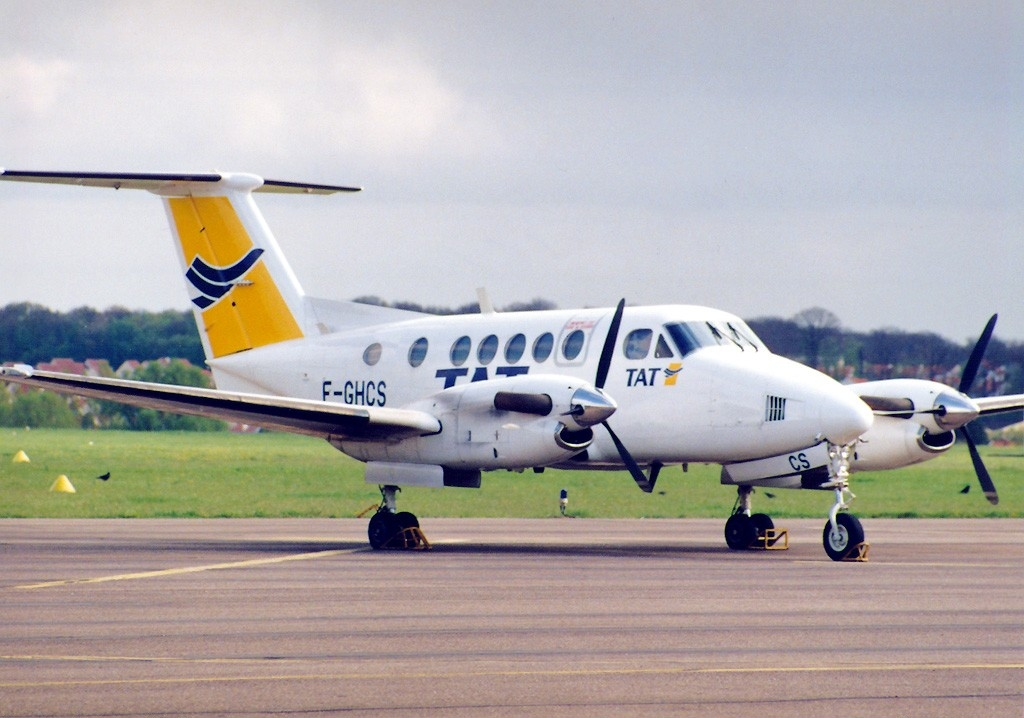
Beech 200 Super King Air de la TAT en 1990 à Nancy
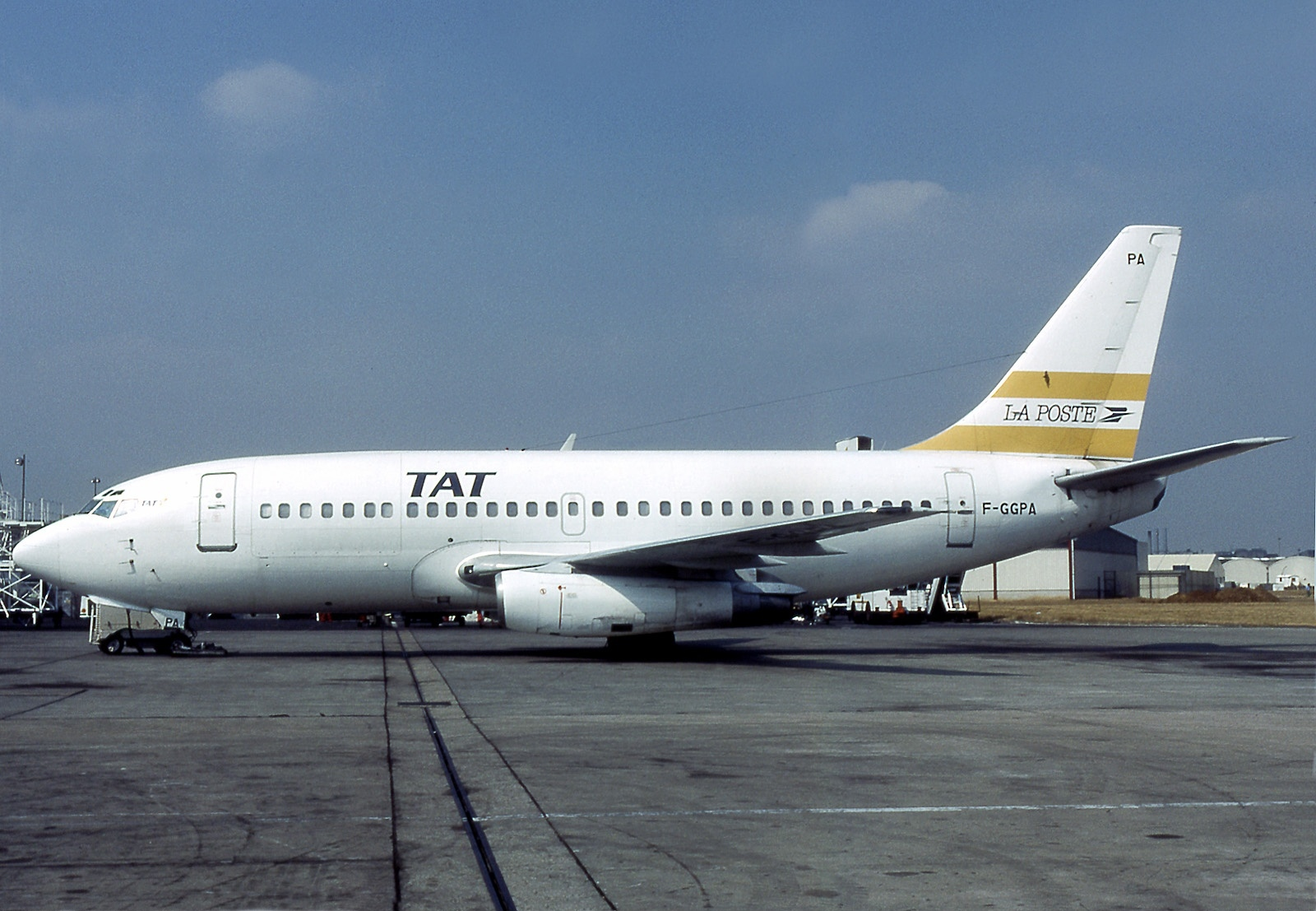
Boeing 737-200 TAT/La Poste en 1990 à Paris-Roissy
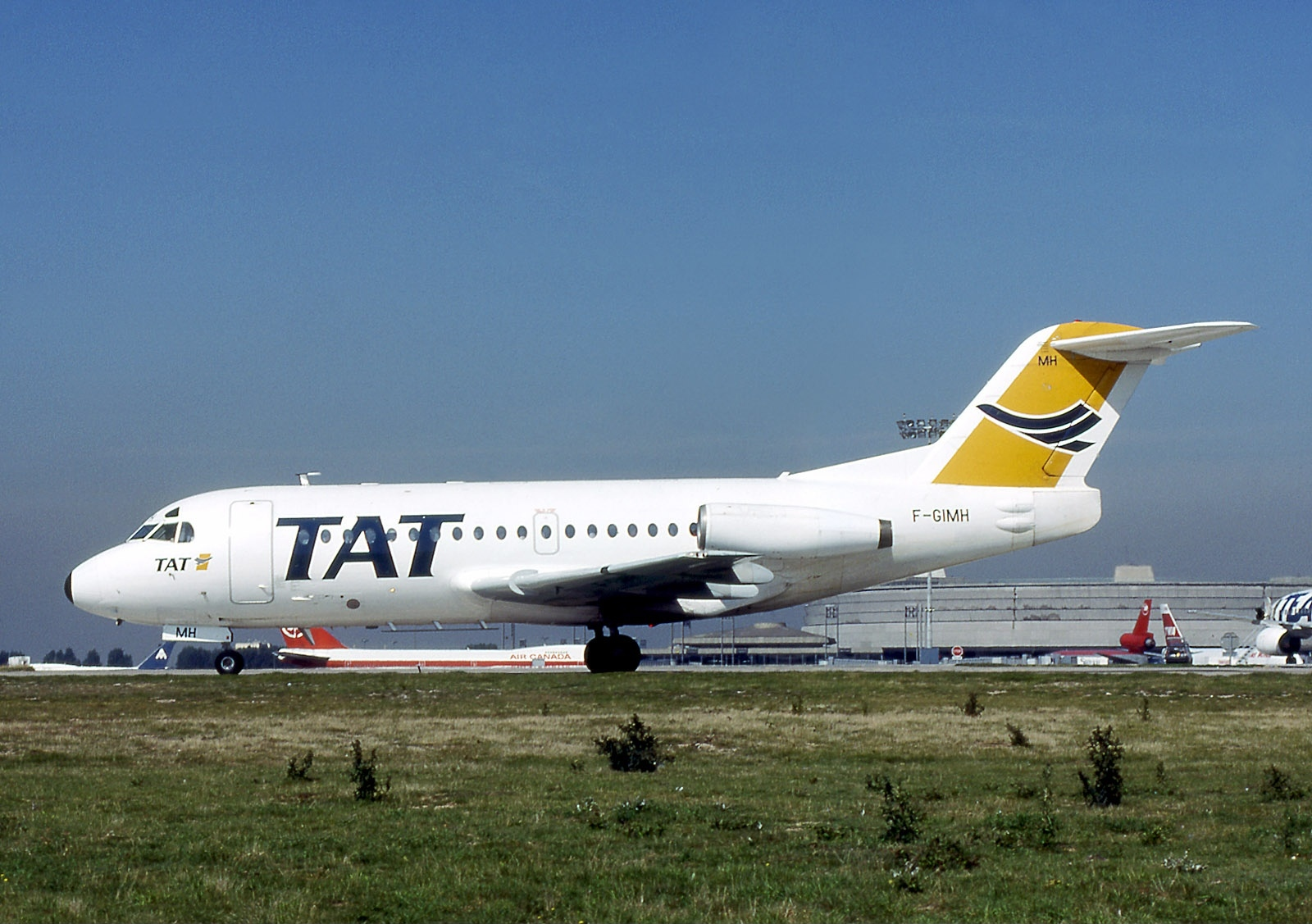
Fokker F28 de la TAT (Transport Aérien Transrégional) en 1991 à Paris-Orly
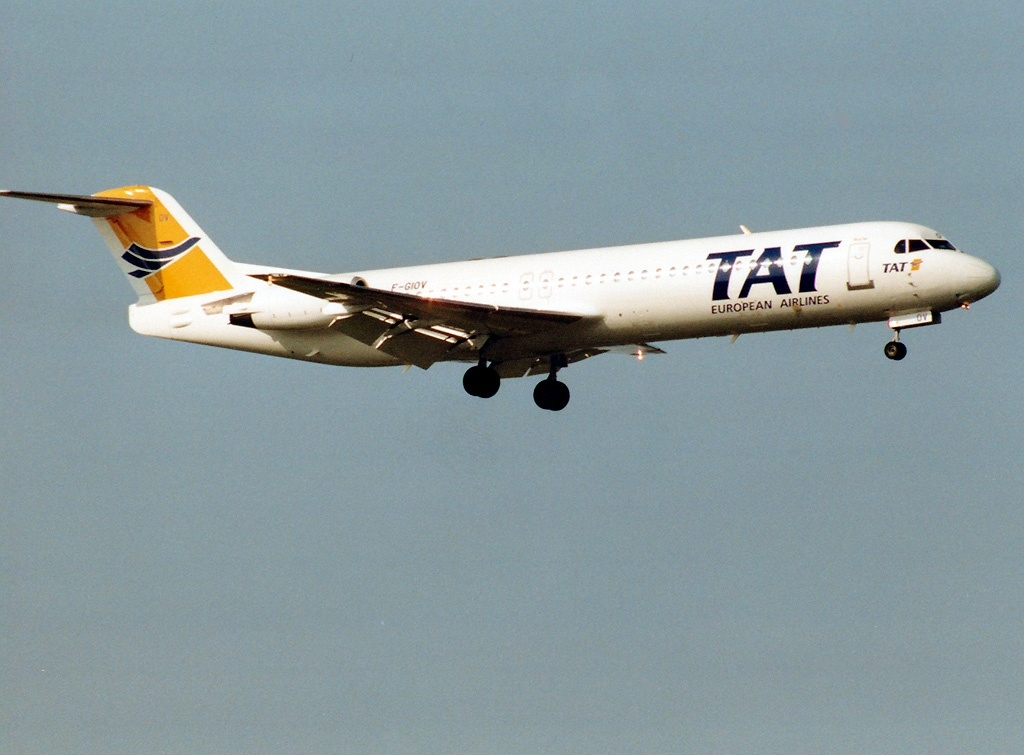
Fokker 100 de la TAT Euroepan Airlines en 1992 à Zurich (Suisse)
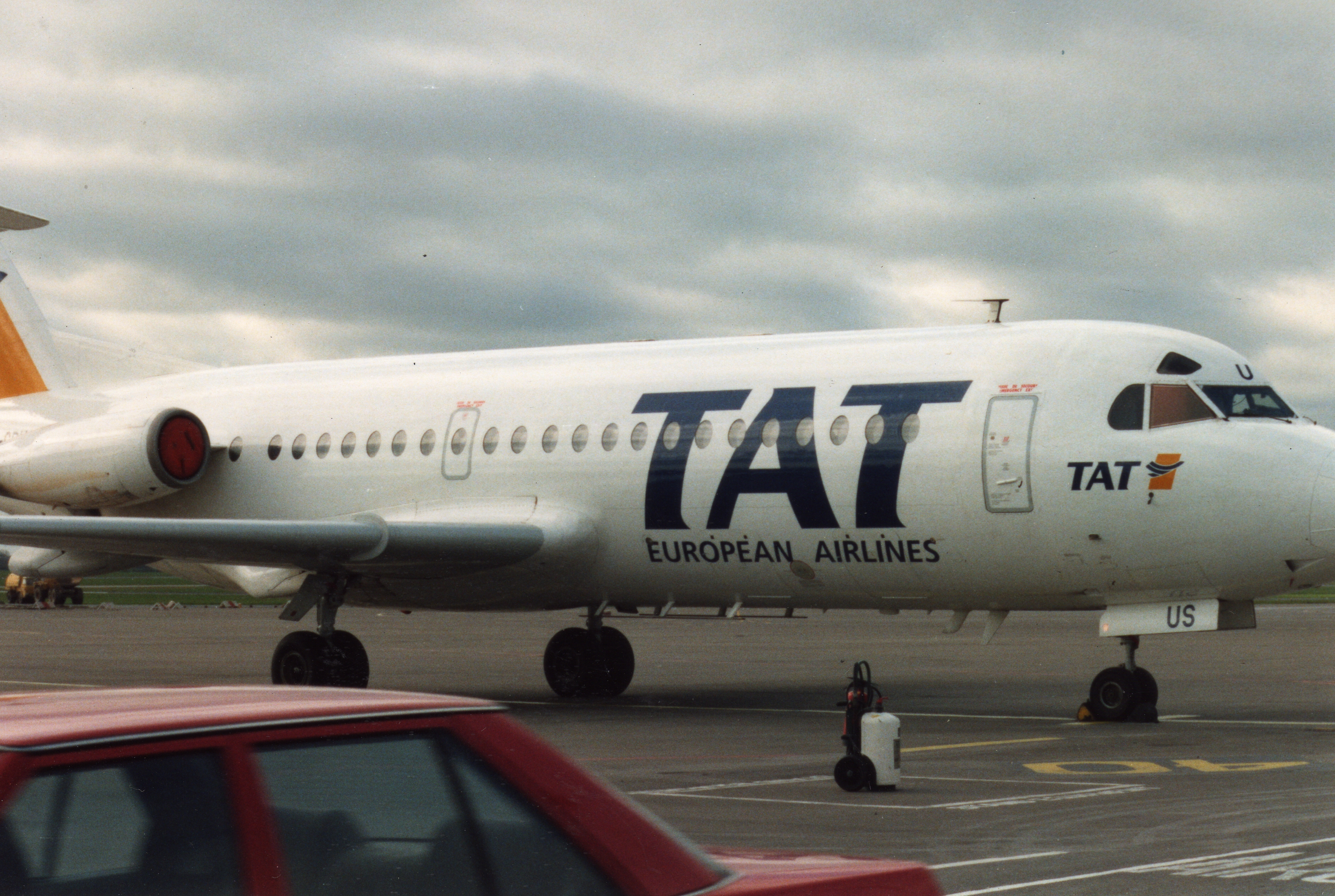
Fokker F28 de la TAT en 1993
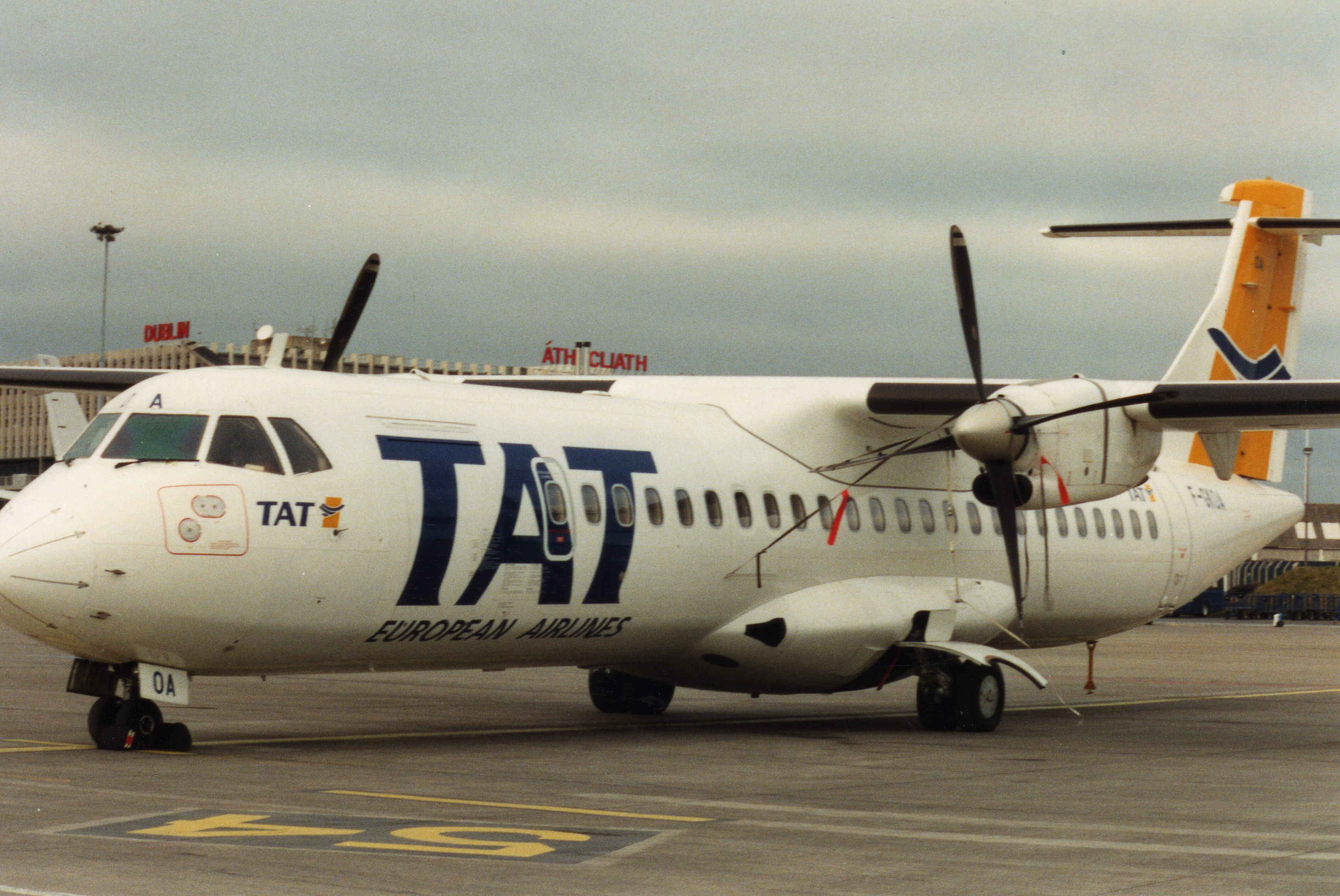
ATR 72-200 de la TAT European Airlines en 1992 à Dublin
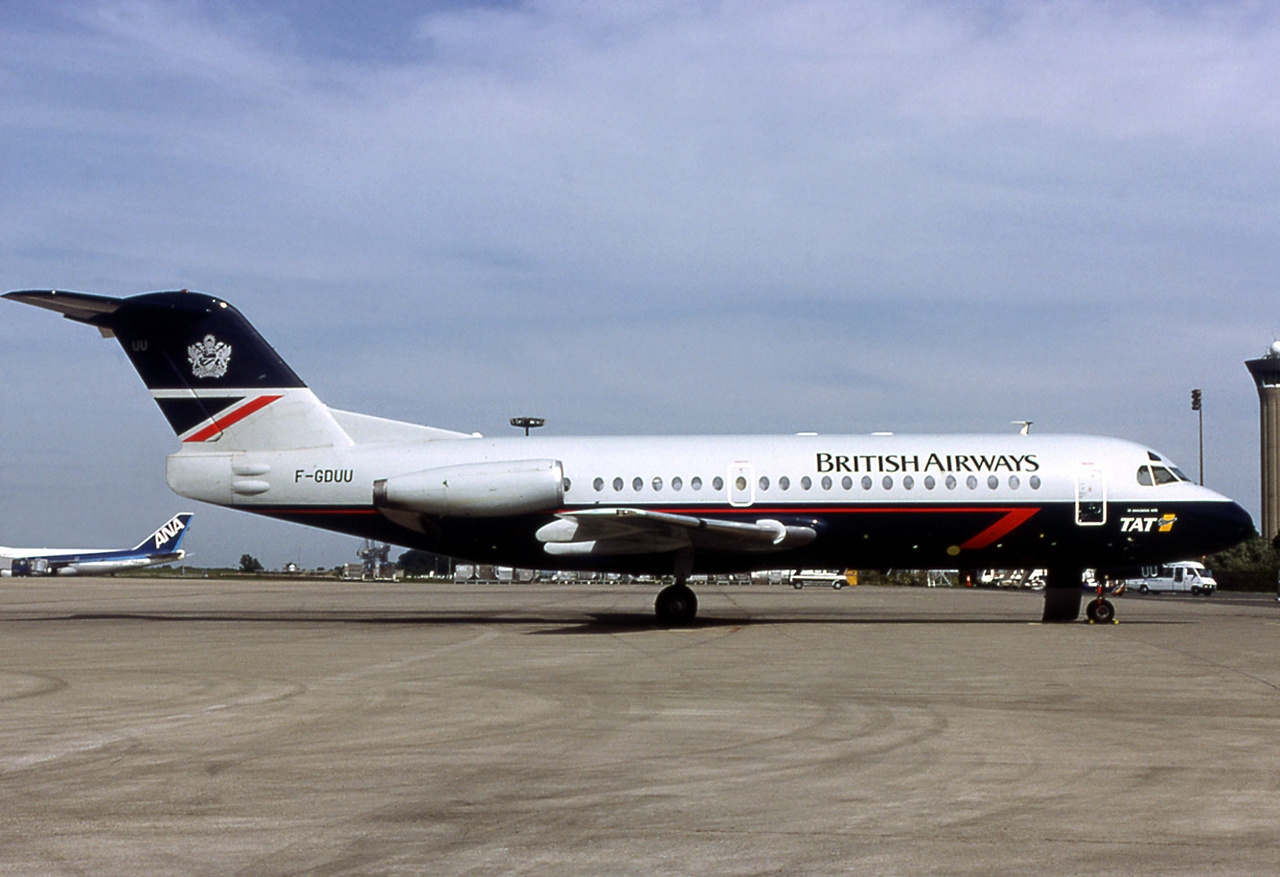
Fokker F28-2000 de la TAT aux couleurs de British airways en 1993 à Paris-Roissy
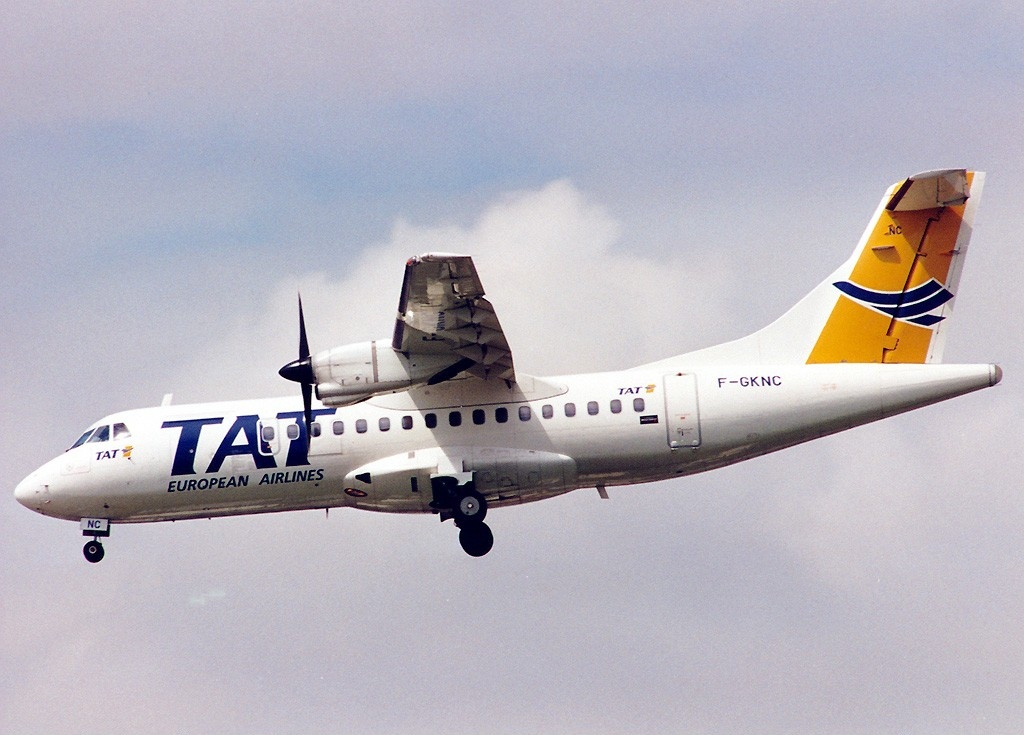
ATR 42-300 de la TAT European Airlines en 1995 à Paris-Orly

### Logos

Logo de Touraine Air Transport en 1968.
Logo de TAT en 1971.
Logo de TAT en 1972.
Logo de l'Alliance à TAT des compagnies Rousseau Aviation et Taxi Avia France de 1974.
Logo (jaune et bleu, le plus emblématique) de la TAT en 1976.
Logo de la fusion Air Alpes/TAT de 1981.
Logo de TAT de 1991.
Logo de TAT European Airlines de 1992.
Logo de TAT Express de 1994.

## Le groupe TAT aujourd'hui

logotype de Sabena Technics anciennement TAT Industries.

Néanmoins, le Groupe TAT, nommé aujourd'hui TAT Group, existe toujours puisque seule la compagnie aérienne, puis la participation dans Chronopost avaient été cédées.
Le groupe assure toujours aujourd'hui des opérations de maintenance aéronautique. Cette activité a pris une dimension internationale à la suite du rachat en 2000 de Sabena Technics (Bruxelles), dont il a gardé la marque en 2006 au détriment de TAT Industries, lors de la faillite de compagnie nationale belge éponyme. En 2006, TAT Group rachetait les activités de maintenance d'EADS dont les sites de EADS Sogerma à Bordeaux-Mérignac et en Tunisie (maintenance aviation civile et militaire, bureau d'études, formation et certification des techniciens).
Le groupe avait également développé une activité de leasing (location d'avions) en 1998 qu'elle a cédé en fin 2017.
Enfin, ayant gardé la propriété du siège de la compagnie à Tours et de nombreux terrains adjacents, il a amorcé une diversification dans l'immobilier d'entreprise principalement dans les quartiers nord de Tours et au Mans.
Toujours basé à Tours, le groupe, fort de 2300 personnes est toujours dirigé par le fils du fondateur, Rodolphe Marchais, au capital 100 % familial.
« Touraine Air Transport (TAT) n'est plus une compagnie aérienne depuis 1996 et ne le redeviendra sans doute jamais. Cependant, elle a accompli le tour de force de survivre, mais aussi de demeurer une entreprise florissante » (Michel Marchais, Les Ailes d'un entrepreneur, la fin des monopoles, un mythe).

## Flotte
TAT utilisa divers types d'appareils, passant ainsi du Beech 99 ou du Falcon 20 de ses débuts à des appareils tels que le Fokker F28, Fokker F100, DC-9, Boeing 737, ATR 42-300 et ATR 72-200, Embraer 120RT. Trois livrées ont été utilisées : bleue et blanche, jaune et bleue, verte et blanche. Au plus fort de son activité, la compagnie exploitait des liaisons avec des villes étrangères telles que Londres, Salzbourg, Jersey, Milan, Zurich, Berlin.
Elle fut également l'une des très rares compagnies au monde à posséder des Fokker VFW 614, avion novateur, mais dont les failles de conception rendirent l'exploitation commerciale quasi impossible.
En début d'année 1978, sa flotte se composait de 2 Fokker F28, 2 VFW 614, 9 Fokker F27, 2 Nord-Aviation N262, 3 Aérospatiale Corvette, 5 Beech 99 et d'un Cessna 402.

## Accidents

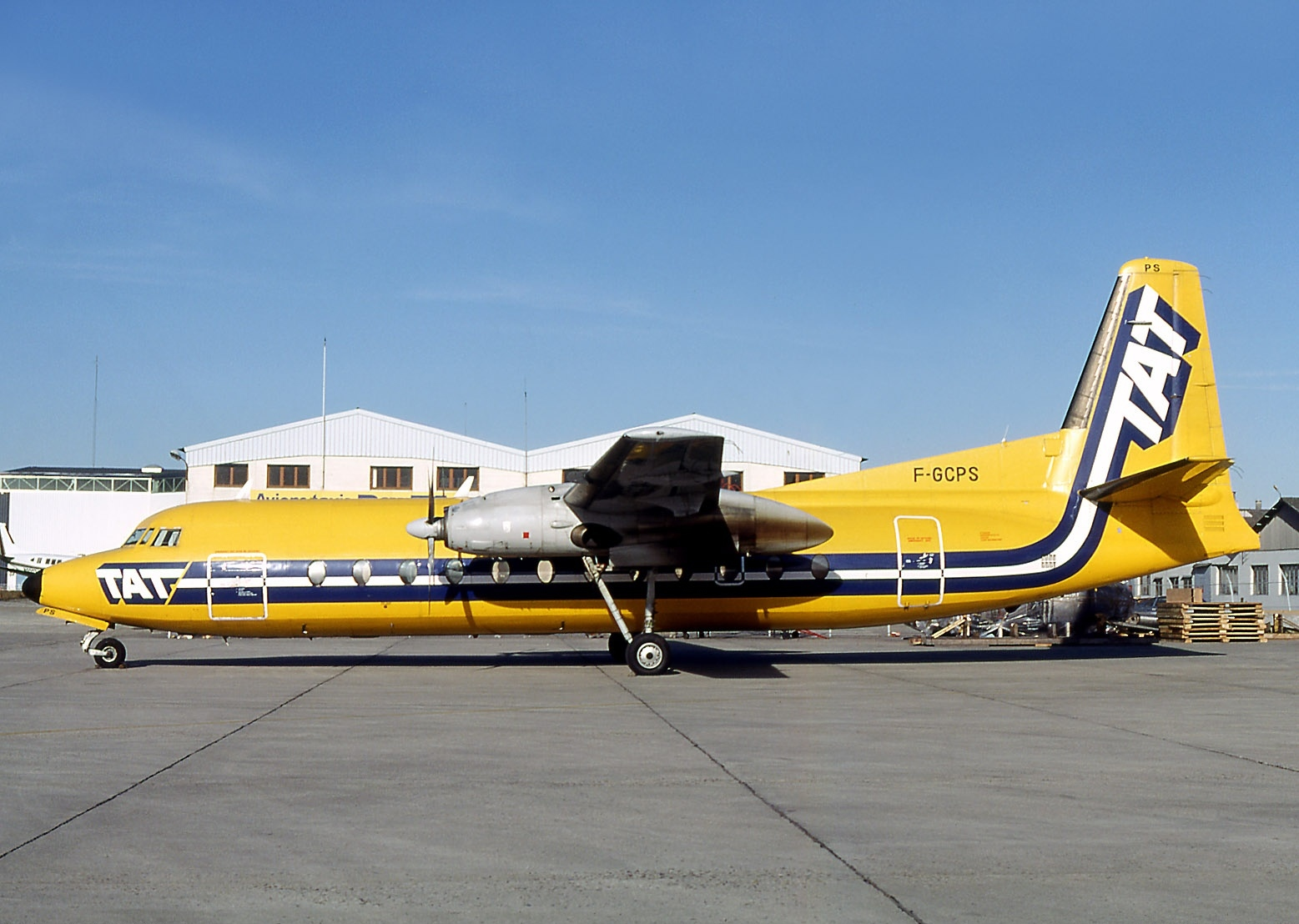
FH-227B F-GCPS impliqué dans l'accident.

Le 4 mars 1988, un Fokker F27 de la compagnie, immatriculé F-GCPS, effectuant un vol entre l'aéroport de Nancy-Essey et l'Aéroport d'Orly s'écrase près de Machault (Seine-et-Marne) à 6h37, tuant ses 3 membres d'équipage et 20 passagers. 
La cause de l'accident est due à une panne électrique. Parmi les passagers se trouvait Olivier Lejeune, jeune fondateur d'Olitec.